# 제린
제린(2000년 1월 14일 ~ )은 대한민국의 가수다. 2020년 싱글 《좋은 꿈이 될게》로 데뷔했다.

## 방송
- 히든싱어 5 (2018) - 에일리편 준우승
- 싱어프로젝트 2 (2020) - 3월 우승